# Web Server Gateway Interface
O Web Server Gateway Interface (WSGI), em português Interface de Porta de Entrada do Servidor Web, é uma especificação para uma interface simples e universal entre servidores web e aplicações web ou frameworks para a linguagem de programação Python. Foi originalmente especificada na PEP 333, de autoria de Philip J. Eby, e publicada em 7 de dezembro de 2003. Desde então foi adotada como um padrão para o desenvolvimento de aplicações web em Python. A última versão da especificação é v1.0.1, também conhecida como PEP 3333, publicada em 26 de setembro de 2010.

## Ideia
Frameworks de aplicação web em Python têm sido um problema para novos usuários de Python pois a escolha do framework web pode limitar a escolha de servidores web úteis, e vice-versa.
Aplicações em Python eram frequentemente projetadas para apenas um dos servidores CGI, FastCGI, mod_python ou alguma outra API personalizada de um servidor web específico.
O WSGI foi criado como uma interface de baixo-nível entre servidores web e aplicações web ou frameworks para promover uma base comum para o desenvolvimento de aplicações web portáteis.

## Visão geral da especificação
O WSGI possui dois lados: o lado "servidor" ou "gateway" e o lado "aplicação" ou "framework". Para processar uma requisição WSGI, o lado servidor fornece informações de ambiente e uma função de callback para o lado aplicação. A aplicação processa a requisição e retorna a resposta para o lado servidor usando a função de callback que o lado servidor forneceu.
O chamado middleware WSGI implementa os dois lados da API, desta forma ele pode intermediar entre um servidor WSGI e uma aplicação WSGI: o middleware age como uma aplicação de algum ponto de vista do servidor WSGI e como um servidor de algum ponto de vista da aplicação WSGI. Um componente "middleware" pode realizar funções como:
- Rotear uma requisição para diferentes objetos da aplicação baseados na URL alvo, após mudar as variáveis de ambiente adequadamente.
- Permitir várias aplicações ou frameworks executarem lado a lado no mesmo processo
- Balanceamento de carga e processamento remoto, enviando requisições e respostas sobre uma rede
- Realizar pós-processamento de conteúdo, como aplicar folhas de estilo XSLT

## Aplicação de exemplo
Uma aplicação "Olá Mundo" compatível com WSGI escrita em Python:
```
def
 
aplicacao
(
ambiente
,
 
resposta_inicio
):

    
resposta_inicio
(
'200 OK'
,
 
[(
'Content-Type'
,
 
'text/plain'
)])

    
yield
 
'Olá Mundo
\n
'

```

Onde:
- Linha 1 define um "chamável" denominado aplicacao, que leva dois parâmetros, ambiente e resposta_inicio. ambiente é um dicionário contendo variáveis de ambiente em CGI. resposta_inicio é um "chamável" que leva dois parâmetros necessários estado e cabecalhos_resposta.
- Linha 2 chama resposta_inicio, especificando "200 OK" como o estado e o cabeçalho "Content-Type".
- Linha 3 retorna o corpo de resposta como um literal string.

## Aplicações e frameworks compatíveis com WSGI
Há vários frameworks de aplicação web que suportam WSGI:
- BlueBream
- bobo[3]
- Bottle[4]
- CherryPy
- Django[5]
- Flask
- Google App Engine's webapp2
- Gunicorn
- prestans[6]
- Pylons
- Pyramid
- restlite[7]
- Tornado
- Trac
- TurboGears
- Uliweb[8]
- web.py[9]
- web2py
- weblayer[10]
- Werkzeug[11]

## Servidores que suportam WSGI
Esta é uma lista de servidores WSGI. Em alguns casos são apenas sistemas WSGI, em outros um pacote que inclui um servidor.
- ajp-wsgi
- Aspen[12]
- cherrypy.wsgiserver
- chiral.web.httpd
- cogen.web.wsgi
- FAPWS
- fcgiapp
- flup[13]
- gevent-fastcgi
- Gunicorn
- ISAPI-WSGI
- James
- Julep
- m2twisted
- modjy
- mod_wsgi
- NWSGI
- paste.httpserver
- phusion passenger
- python-fastcgi
- Spawning
- twisted.web
- uWSGI
- werkzeug.serving
- wsgid
- WSGIUtils
- wsgiref (Python 3)